# Mike Bacsik (lanceur gaucher)
Pour les articles homonymes, voir Mike Bacsik et Bacsik.
Mike Bacsik, né le 11 novembre 1977 à Dallas (Texas) aux États-Unis, est un joueur américain de baseball évoluant en Ligue majeure de baseball de 2001 à 2007. Fils du lanceur droitier Mike James Bacsik (actif en Ligue majeure de 1975 à 1980), ce lanceur gaucher effectua le lancer qui permit à Barry Bonds de frapper son 756e coup de circuit, nouveau record du genre.

## Carrière
Mike Bacsik est drafté le 4 juin 1996 par les Indians de Cleveland. 
Il débute en Ligue majeure le 5 août 2001 avant d'être transféré le 11 décembre 2001 chez Mets de New York à l'occasion d'un échange impliquant plusieurs joueurs.
Devenu agent libre après la saison 2003, il s'engage le 23 décembre avec les Rangers du Texas.
En fin de contrat chez les Rangers, il signe chez les Phillies de Philadelphie le 18 novembre 2004, mais se contente d'évoluer en Triple-A lors de la saison 2005. Il passe chez les Diamondbacks de l'Arizona le 13 avril 2006, et évolue encore une saison entière en Triple-A.
Mike Bacsik retrouve les terrains de Ligue majeure en 2007 sous les couleurs des Nationals de Washington. Il rejoint les Nationals le 16 novembre 2006, et alterne entre Ligue majeure et Triple-A. En 2008, il reste cantoné au niveau Triple-A.